# Kotryna Teterevkova
Kotryna Teterevkova (Vilnius, 23 gennaio 2002) è una nuotatrice lituana, vincitrice della medaglia di bronzo nei 200 m rana ai campionati di nuoto di Roma 2022.

## Palmarès
- Europei

Roma 2022: bronzo nei 200m rana.
- Universiadi

Chengdu 2023: oro nei 50m rana, nei 100m rana e nei 200m rana.
- Giochi olimpici giovanili

Buenos Aires 2018: argento nei 200m rana, bronzo nei 100m rana.
- Europei U23

Šamorín 2025: argento nei 100m rana, bronzo nei 50m rana e nei 200m rana.
- Europei giovanili

Helsinki 2018: oro nei 100m rana, bronzo nei 200m rana.
Kazan 2019: argento nei 50m rana.